# Gibica
Gibica ist der erste namentlich genannte, historisch jedoch nicht sicher belegte König der Burgunden. Er wird hypothetisch auf das Ende des 4. Jahrhunderts datiert. Die nachgewiesenen Burgundenkönige des 5. Jahrhunderts gelten als seine Nachkommen.
Sein Name wird in den Lex Burgundionum genannt, aber auch im Atlilied und (als Gjúki) in der Völsunga-Saga. Der im Waltharius auftretende Gibbich, König der Franci Nebulones, wird mit ihm gleichgesetzt, woraus die Verbindung zur Nibelungensage geknüpft wird. In der Nibelungensage wiederum, wo er Dankrat/Dankrad/Tankred genannt wird, gelten Gunnar/Gundahar/Gunther, Guttorm/Godomar/Gundomer und Giselher (Gislahar) als seine Söhne bzw. Nachkommen, die er gemeinsam mit seiner Gemahlin Ute hatte. Soweit skandinavische Sagen hinzugezogen werden, soll auch Högni (Hagen von Tronje) sein Sohn sein.